# Masacre de Akihabara
La Masacre de Akihabara (秋葉原通り魔事件 Akihabara tōrima jiken?) fue un asesinato en masa cometido por Tomohiro Katō (加藤智大?) (1982-2022), un hombre de 25 años, en la zona de Akihabara, la cual es famosa por ser el centro de la cultura otaku y por sus tiendas de videojuegos y manga, ubicada en el distrito de Chiyoda, en Tokio.
El 8 de junio de 2008 a las 12:30, el atacante salió de su camión que dejó en medio del Chuo-dori, calle principal del barrio que estaba cerrada a la circulación de automóviles, y apuñaló a 18 personas al azar, causando la muerte de 7 de ellas.
La policía arrestó al asesino.
Tomohiro Katō fue ejecutado el 26 de julio de 2022.

## Perpetrador
El arrestado es Tomohiro Katō (加藤智大?), un hombre de 25 años el cual confesó a la policía "estar cansado del mundo", tras ser detenido. Se identificó al joven, como un residente de la localidad de Susono, en la Prefectura de Shizuoka, vestido con una camiseta negra, chaqueta y pantalones color marrón, una vez detenido en la comisaría de policía de Manseibashi. 

### Primeros años y educación
En los primeros años escolares, Katō fue presidente de un club de tenis y fue un excelente y destacado alumno en una importante escuela secundaria. Pese a esto, su nivel empezó a caer y falló al querer ingresar a la universidad. Debido a esto comenzó a trabajar como mecánico para luego ingresar a una empresa de automóviles. Se ha informado que estaba en lista de ser despedido para finales del mes de junio.

### Motivaciones
Tres días antes de cometer el ataque, el 5 de junio, Katō acusó a sus compañeros de trabajo de ocultarle sus overoles y dejó inmediatamente de trabajar. Aparentemente, pensó que había sido despedido de su trabajo, cuando no era cierto. Se dice que esto podría haber desencadenado su furia.
La policía reveló poco después del ataque que el joven que perpetró la masacre había publicado mensajes en Internet avisando de lo que iba a hacer; el último de estos fue publicado 20 minutos antes de que comenzara a atacar personas, vía su teléfono móvil.
Según la policía, el primer mensaje decía: "Mataré gente en Akihabara". También reveló que iba a usar su camión mientras que este le fuera útil y así comenzar a atacar con su cuchillo.
Entre otros mensajes también se encontró uno que decía: 

Si hubiera tenido una novia, no hubiera dejado de trabajar; nunca me hubiera vuelto adicto a mi teléfono móvil. Cualquier persona que tenga esperanza en su vida posiblemente no me entienda.

Otros además decían: 

No tengo ni un solo amigo y tampoco lo tendré en el futuro. Seré ignorado porque soy feo. Valgo menos que la basura porque al menos la basura es reciclada.

## Ataque
Según reportes, el camión blanco atravesó la avenida Chuo-dori, una calle cerrada al tráfico, y una calle transversal, abierta. También informaron que después de recorrer 30 metros, Katō Tomohiro bajó del camión y comenzó a apuñalar a los transeúntes.
Los ataques ocurrieron exactamente siete años después de la Masacre de Osaka, donde murieron ocho estudiantes. Parecido a lo que alegó el atacante de aquel entonces, Katō dijo "estar cansado del mundo" y "solo he venido a matar".
Además de las víctimas mortales, Katō atacó e hirió a otras once personas en la calle, quienes fueron trasladadas y tratadas en hospitales locales.

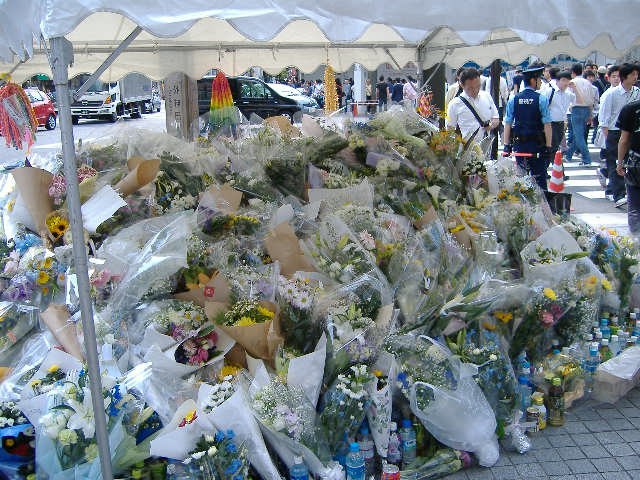
Monumento a las víctimas.

Tras un tiempo siendo perseguido por la policía, el atacante se enfrentó a las fuerzas de seguridad, armadas con varas eléctricas. La escaramuza duró unos pocos minutos hasta que un policía lo amenazó con un arma de fuego y Katō soltó el cuchillo, siendo detenido por la policía momentos más tarde.
Tras ser arrestado el atacante, al menos 17 ambulancias asistieron al lugar, mientras muchos transeúntes intentaban mantener vivas a las personas heridas. A la mañana siguiente los transeúntes crearon un improvisado monumento floral a las víctimas.
La masacre conmocionó al país, por lo que el gobierno comenzó una reforma en las leyes para adquirir ese tipo de cuchillos.

### Víctimas
Según la policía, seis de las siete víctimas eran hombres de 19, 31, 33, 47 y 74 años. La otra víctima fue una mujer de 21 años.
- Kazunori Fujino (藤野和倫, 19 años)
- Takahiro Kawaguchi (川口隆裕, 19 años)
- Mai Muto (武藤舞, mujer, 21 años)
- Naoki Miyamoto (宮本直樹, 31 años)
- Mitsuru Matsui (松井満, 33 años)
- Kazuhiro Koiwa (小岩和弘, 47 años)
- Katsuhiko Nakamura (中村勝彦, 74 años)

### Juicio y condena a muerte
Tras tres años de un largo y deliberado juicio donde sus abogados hicieron todo lo posible para que Katō fuera enviado a una institución mental en lugar de la sentencia máxima por homicidio, la fiscalía y la corte del distrito de Tokio argumentaron que el homicida se encontraba en posesión de sus facultades mentales para cometer el homicidio múltiple y que fue el hecho de que fuera baneado de los foros en línea por sus administradores luego de que varios usuarios le reprocharan por sus mensajes y se los reportaran y el que su ropa de trabajo desapareciera lo que lo motivaron que se enfureciese y cometiera el crimen. Finalmente fue condenado a pena de muerte por su delito el 24 de marzo de 2011. Katō apeló la sentencia pero la Corte Suprema de Tokio rechazó los motivos de su apelación y mantuvo la sentencia a muerte el 12 de septiembre de 2012.
El 26 de julio de 2022 se hizo efectiva su ejecución en la horca.